# Олимпија Филдс (Илиноис)
Олимпија Филдс (енгл. Olympia Fields) град је у америчкој савезној држави Илиноис.

## Демографија
По попису из 2010. године број становника је 4.988, што је 256 (5,4%) становника више него 2000. године.
| Група             | 2000.         | 2010.         |
| Белци             | 1.980 (41,8%) | 1.215 (24,4%) |
| Афроамериканци    | 2.466 (52,1%) | 3.468 (69,5%) |
| Азијати           | 160 (3,4%)    | 117 (2,3%)    |
| Хиспаноамериканци | 86 (1,8%)     | 127 (2,5%)    |
| Укупно            | 4.732         | 4.988         |